# Cuphea wrightii
Cuphea wrightii là một loài thực vật có hoa trong họ Lythraceae. Loài này được A.Gray mô tả khoa học đầu tiên năm 1853.